# Chathura Maduranga Weerasinghe
Chathura Maduranga Weerasinghe, född 28 januari 1981 i Colombo, är en lankesisk före detta fotbollsspelare (mittfältare).
Weerasinghe spelade åren 2001–2009 48 A-landskamper (7 mål) för Sri Lanka. På klubbnivå representerade han Saunders SC (1998–2004), Blue Star SC (2004–2005) och Ratnam SC (2005–2014). Säsongen 2002/2003 spelade han även för Club Valencia från Maldiverna.